# Die Bruderschaft vom Heiligen Gral
Die Bruderschaft vom Heiligen Gral ist eine 2006/2007 in Deutschland publizierte Trilogie von Rainer M. Schröder, deren Handlung zur Zeit der Kreuzzüge spielt. Die Trilogie zeichnet sich durch besondere Korrektheit des historischen Rahmens um die fiktive Geschichte aus.

## Bände

### Bücher
- Der Fall von Akkon, Würzburg: Arena, 2006 → ISBN 3-401-05878-9
- Das Amulett der Wüstenkrieger, Würzburg: Arena, 2006 → ISBN 3-401-05879-7
- Das Labyrinth der schwarzen Abtei, Würzburg: Arena, 2007 → ISBN 3-401-05880-0

### Hörbücher
- Der Fall von Akkon, Goya libre, Hamburg 2006, ISBN 978-3-8337-1685-0
- Das Amulett der Wüstenkrieger, Goya libre, Hamburg 2007, ISBN 978-3-8337-1778-9
- Das Labyrinth der schwarzen Abtei, Goya libre, Hamburg 2008, ISBN 978-3-8337-2125-0

## Die Bruderschaft vom Heiligen Gral – Der Fall von Akkon
Der nachdenkliche Deutsche Gerolt von Weißenfels, der vorlaute Franzose Maurice von Montfontaine, der vierschrötige Schotte McIvor von Conneleagh und der sprichwortgewandte Tarik el-Kharim, ein Nachfahre christlicher Beduinen, sind mit wenigen anderen Kreuzfahrern die letzten Verteidiger des Christentums im Morgenland. Die Templer, denen sie angehören, sowie die Johanniter und Deutschritter müssen sich in der christlichen Bastion Akkon gegen das übermächtige muslimische Heer behaupten. Es ist nur noch eine Frage der Zeit, bis auch dieser letzte Verteidigungspunkt der Christenheit überrannt wird.
Doch die vier Ritter, die unter ihrem Schwur "Füreinander in fester Treue" als vier Freunde kämpfen, erwartet etwas anderes als der glorreiche Untergang im Morgenland.
Von zwei blinden Turkopolen werden sie zu einem weißhaarigen alten Mann gebracht, der sich als Hüter des Heiligen Grals und Anführer der Bruderschaft der Arimathäer zu erkennen gibt. Von ihm erfahren sie, dass sich der Kelch, in dem Joseph von Arimathäa am Kreuz Christi dessen Blut aufgefangen haben soll, gerade hier, im belagerten Akkon befinden soll, und ausgerechnet sie die Auserwählten sind, die die Aufgabe bekommen, den Heiligen Gral um jeden Preis vor den Muslimen und den Iskaris (benannt nach Judas Iskariot) zu beschützen.
Zusätzlich dazu werden sie vom bisherigen Gralshüter zwei Mal in einem unterirdischen Gewölbe geweiht, wobei sie bei der zweiten Weihe, die erst erfolgt, nachdem Akkons Mauern bereits gefallen sind, wundersame Fähigkeiten erhalten, die ihnen helfen sollen, den Gral zu beschützen.
Dazu zählt auch Tarik el-Kharims Fähigkeit, unter Wasser zu atmen, welche er bereits bald danach einsetzen kann, als die vier Freunde, die, anstatt wie die übrigen Ritter in der Templerburg um ihr Leben kämpfen, mit einer Galeere davongebracht und von einem muslimischen Sultan gefangen genommen werden. Tarik kann ins Wasser flüchten und entkommen und hat nun die ehrenvolle Aufgabe, in Teil 2 der Trilogie ("Das Amulett der Wüstenkrieger") seine Freunde und den Gral oder auch nur den Gral, den zu beschützen er geschworen hatte, zu retten.

## Die Bruderschaft vom Heiligen Gral – Das Amulett der Wüstenkrieger
Tarik gelingt es, nicht nur die beiden Schwestern, sondern auch seine drei Freunde aus dem Gefängnis von Kairo zu befreien und mit ihnen den dort ebenfalls gefangen gehaltenen Dshamal Salehi. Die Freunde wollen mit einem Boot nilabwärts in das Nildelta fliehen in der Hoffnung, dort unerkannt ein Schiff zu finden, das sie und den Gral über das Mittelmeer nach Frankreich bringt. Dshamal, der sich als der Scheich eines Beduinenstammes zu erkennen gibt, rät jedoch davon ab und schlägt ihnen vor, mit ihm durch die Wüste (den Maghreb) zu fliehen und auf diese Weise ihren Verfolgern zu entkommen. Während ihres beschwerlichen Kamelrittes durch die Wüste ist den Gralshütern ein scheinbar wertloses Amulett, das Tarik in Kairo seines seltsamen Aussehens wegen erworben hatte, eine große Hilfe. Sheikh Salehi erkennt in ihm das Erbstück, das ihm im Gefängnis abgenommen worden war und von dem er nicht geglaubt hatte, es jemals wiederzusehen. Dieses Amulett ist der Schlüssel für das Tor zu einer geheimen, nur der Familie des Scheichs bekannten Oase, wo die Kamele getränkt und die Wasserschläuche wieder aufgefüllt werden können. Am Ziel des Wüstenritts, einer Hafenstadt am Mittelmeer, weitab von der Nilmündung, trennt sich der Sheik von seinen Schützlingen und zieht mit seinen Kamelen in die Wüste zurück.

Die Gralshüter finden ein Schiff, das sie sicher über das Mittelmeer nach Frankreich bringt. Sie entgehen zwar nicht der Verfolgung durch die Iskaris, können jedoch den Heiligen Gral unversehrt an seinen neuen Bestimmungsort, die Ordensburg der Templer in Paris bringen und ihn dort der Obhut von Antoine von Saint-Armand anvertrauen.

Sjadu muss seinem Herrn eingestehen, dass er wiederum versagt hat, er erhält aber den Auftrag, es noch einmal zu versuchen.

## Die Bruderschaft vom Heiligen Gral – Das Labyrinth der schwarzen Abtei

### Historischer Hintergrund
Paris, 1307.

Der zu Ansehen, Macht und Reichtum gelangte Templerorden ist König Philipp IV. ein Dorn im Auge. Er nutzt deshalb Gerüchte, denen zufolge der Orden der Ketzerei und des Götzenkults beschuldigt wird, und verfügt, am 13. Oktober 1307 in Frankreich alle dem Orden der Tempelritter angehörenden Personen gefangen zu nehmen und sie wegen Ketzerei bei der Inquisition anzuklagen. Er informiert die übrigen Herrscher des christlichen Abendlands und bittet sie, ebenso zu verfahren. 

Die Verhöre, bei denen die Anwendung der Folter erlaubt ist, erstrecken sich über mehrere Jahre. 1312 wird der Orden vom Papst aufgelöst. 

Bereits 100 Jahre zuvor war es in Südfrankreich zu einem Kreuzzug gegen die christliche Sekte der Katharer gekommen, deren Anhänger bei diesen Kämpfen fast völlig ausgerottet wurden; im Department Ariège bekannte sich aber ein Teil der Bevölkerung noch bis zum Jahre 1320 insgeheim zu diesem Glauben. Auch auf diese historischen Ereignisse greift der Autor in seiner Rahmenhandlung zurück.

### Handlung
Sjadú ist es gelungen, sich unerkannt Zutritt zum Hofe König Philipps zu verschaffen. Bei einer Audienz beim König beschuldigt er den Orden der Tempelritter der Ketzerei. Diese Verdächtigungen fallen bei Philipp auf fruchtbaren Boden, er lässt am 13. Oktober 1307 alle Templer verhaften. An diesem Tag ist von den vier Freunden jedoch nur Tarik in der Templerburg in Paris; McIvor, Gerolt und Maurice entgehen der Verhaftung. 

McIvor, kurz vor Paris, gelangt unerkannt in die Stadt und trifft dort Raoul, seinen früheren Hauptmann, der ebenfalls den Häschern entgangen ist. Mit dessen Hilfe findet McIvor seine Freunde Gerolt und Maurice, zusammen mit Raoul befreien sie Tarik und den fast zu Tode gefolterten Gralshüter Antoine von Saint-Armand aus dem Gefängnis. Mit letzter Kraft gibt Antoine sein Wissen um den Gral an die vier Freunde weiter. 

Mit dem Heiligen Gral und einem versiegelten Schriftstück von Antoine, das sie nur dann öffnen und lesen sollen, wenn sie für den Kelch kein neues Versteck im christlichen Abendland finden, wollen sie zu einem Gralsbruder nach Spanien, um sich dort weiter zu beraten. Auf dem Weg dorthin, am Fuße der Pyrenäen, treffen sie in einem Dorf Beatrice und Heloise. Die meisten Bewohner des Dorfes bekennen sich insgeheim zum Glauben der Katharer, drei von ihnen (darunter Beatrice) sollen sich dieserhalb vor der Inquisition verantworten. Die vier Gralshüter können dies verhindern, einem Spion der Iskaris gelingt es jedoch, in der darauf folgenden Nacht den Gral zu stehlen und zur "Schwarzen Abtei" zu bringen, der Burg des Fürsten der Finsternis. 

Die vier Freunde, denen sich auch Heloise angeschlossen hat, finden diese Teufelsburg hoch oben in den Bergen. Der Zugang ist durch ein höhlenartiges Labyrinth gesichert, in dem tödliche Gefahren lauern. Die Judasjünger haben sich in der großen Halle der Burg versammelt. Sjadu, ihr Anführer, liegt seinem Herrn zu Füßen, vor ihm der Ebenholzwürfel mit dem Gral, der in einer teuflischen Zeremonie vernichtet werden soll, damit der Schwarze Fürst endlich die Herrschaft über die Welt antreten kann. 

Der Angriff der vier Gralshüter mit Weihwasser, Feuer und Schwert kommt völlig überraschend und bringt Verderben und Tod über die Iskaris. Der Fürst der Finsternis tritt den Rückzug an, die Burg wird in ihren Grundfesten erschüttert und droht einzustürzen. Sjadu erkennt, dass für ihn und seine Teufelsknechte das Ende gekommen ist und will sich mit dem Gral in die Tiefe stürzen, Gerolt kann ihm jedoch in letzter Sekunde den Würfel entreißen. 

In den folgenden Monaten suchen die vier Freunde vergeblich nach einem geeigneten Versteck für den Gral, auch Spanien erscheint ihnen nun nicht mehr sicher genug. Sie öffnen deshalb das versiegelte Dokument, das Vermächtnis von Antoine von Saint-Armand. 

Der greise Gralshüter sieht darin voraus, dass es in Zukunft keinen Orden der Templer mehr geben wird und deshalb werden die Hüter des Heiligen Grals auch keine neuen, jungen Gralsritter mehr aus den Reihen der Tempelritter berufen können. Deshalb sollen Gerolt, Tarik, McIvor und Maurice ihr heiliges Amt dadurch weitergeben, dass sie ihr Leben als Kriegermönch aufgegeben, sich eine Frau suchen und Söhne zeugen. Weiter schreibt Antoine von kühnen Seefahrern, den Normannen, die sich vor mehr als 200 Jahren von Frankreich und England aus mit ihren Schiffen auf das große Meer gewagt haben und nach einer langen, gefahrvollen Reise in Richtung Westen auf ein neues Land gestoßen sind. Er rät ihnen, es diesen Seefahrern gleichzutun und in diesem Land jenseits des großen Meeres, von dem in der Christenheit nur eine Handvoll Menschen weiß, zusammen mit dem Heiligen Gral einen neuen Anfang zu suchen.